# Sand Springs Range
Die Sand Springs Range ist ein kleiner Gebirgszug in West-Nevada im Großen Becken. Das Gebiet ist etwa 32 km lang und befindet sich in Churchill County.
Die Sand Springs Range war das Testgebiet von Project Shoal, einem unterirdischen Kernwaffentest im Rahmen der Vela Uniform. Shoal war eine Bombe mit einer Sprengkraft von 12 kT, die am 26. Oktober 1963 etwa 369 m unter der Erde detonierte.